# NGC 6030
NGC 6030 é uma galáxia lenticular (S0) localizada na direcção da constelação de Hercules. Possui uma declinação de +17° 57' 27" e uma ascensão recta de 16 horas, 01 minutos e 51,3 segundos.
A galáxia NGC 6030 foi descoberta em 17 de Junho de 1884 por Édouard Jean-Marie Stephan.